# Stralingsbiologie
De stralingsbiologie houdt zich bezig met de effecten van ioniserende straling op biologische systemen. Stralingsbiologie is een deelgebied van de radiologie.